# David Čolina
David Čolina, né le 19 juillet 2000 à Zagreb en Croatie, est un footballeur croate qui évolue au poste d'arrière gauche au FC Augsbourg.

## Biographie

### En équipe nationale
Avec les moins de 17 ans, il participe au championnat d'Europe des moins de 17 ans en 2017. Lors de cette compétition organisée dans son pays natal, il joue trois matchs. Il se met en évidence en marquant un but lors du dernier match de poule face à l'Espagne. Avec un bilan d'un nul et deux défaites, la Croatie ne dépasse pas le premier tour du tournoi.
Le 11 octobre 2019, il reçoit sa première sélection avec les espoirs, lors d'une rencontre amicale face à la Hongrie. Le 8 octobre 2020, il délivre sa première passe décisive avec les espoirs, contre Saint-Marin, lors des éliminatoires de l'Euro espoirs 2021.

## Palmarès
Hajduk Split
- Vainqueur de la Coupe de Croatie en 2022.